# Kolčakův ostrov
Kolčakův ostrov (rusky Остров Колчака) je neobydlený ostrov v Tajmyrském zálivu Karského moře. Leží nedaleko břehů poloostrova Tajmyr, od pevniny jej odděluje Rastorgujevův průliv (проливо Расторгуева). Je dlouhý 20 km, nejvýše 6 km široký, nejvyšší bod dosahuje 50 m.

## Historie

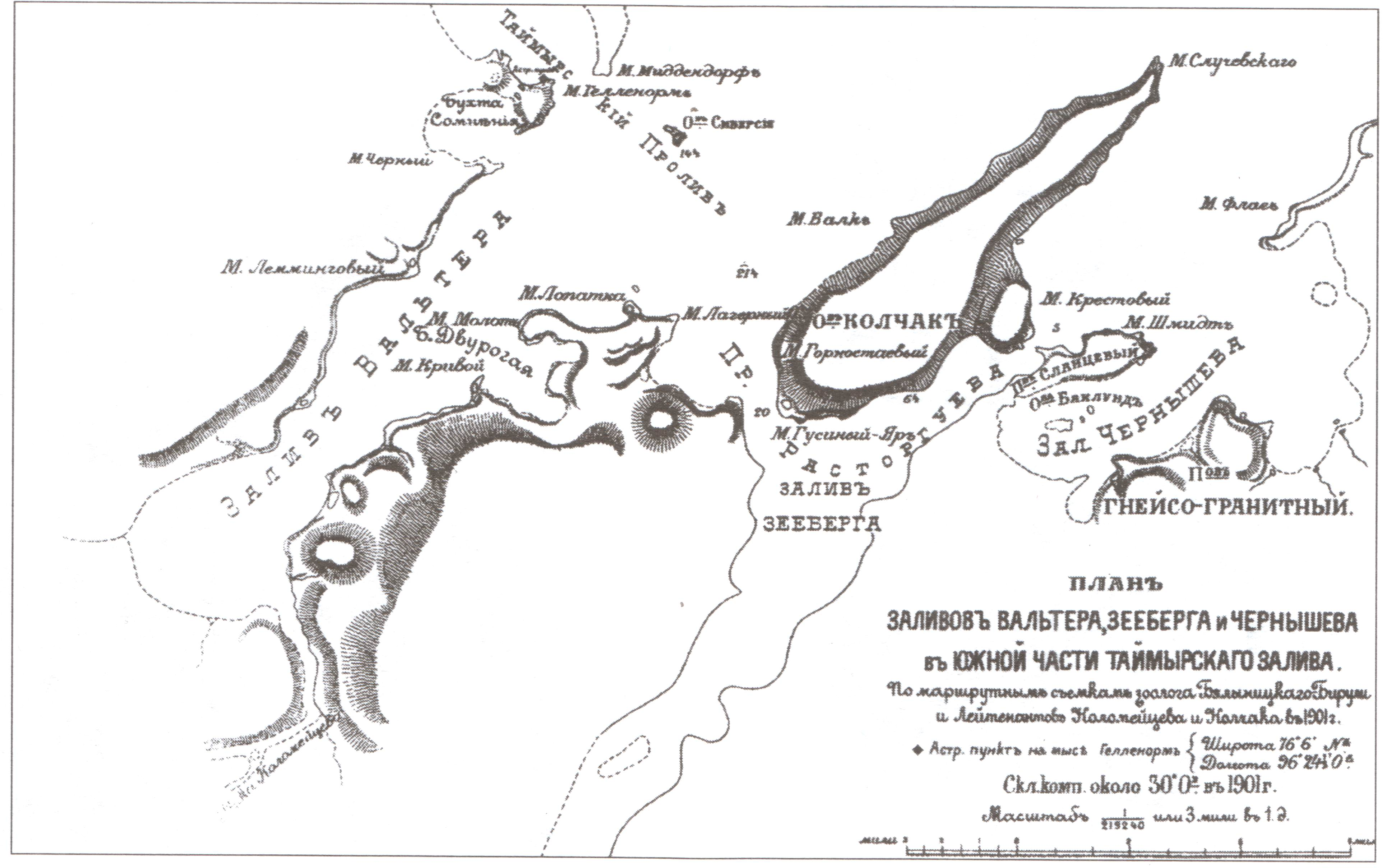
Kolčakův ostrov na mapě jižní části Tajmyrského zálivu. Popisek v mapě Колчакъ je napsán předreformním pravopisem

Ostrov objevila v roce 1901 Ruská polární expedice vyslaná Petrohradskou akademií věd, kterou vedl baron Eduard Toll. Podle jeho rozhodnutí byl severní výběžek ostrova nazván mysem Kolčaka (мыс Колчака) na počest hydrografa výpravy, poručíka Alexandra Vasiljeviče Kolčaka. O něco později jméno Kolčaka nesl celý ostrov a mys byl nazván na počest člena Ruské zeměpisné společnosti, básníka Konstantina Konstantinoviče Slučevského (1873–1905).
Do map byl Rastorgujevův průliv zanesen současně s Kolčakovým ostrovem a nazván podle poddůstojníka Jakutského kozáckého pluku Stěpana Rastorgujeva, který se rovněž účastnil Tolleho výpravy. Ostrov nesl Kolčakovo jméno na sovětských mapách až do roku 1939, kdy byl z politických důvodů přejmenován. Tak se stalo, že Rastorgujevovo jméno nesly dva ostrovy, což občas působilo zmatek. Druhý ostrov leží v Pjasinském zálivu, náleží ke Kamenným ostrovům a Rastorgujevovo jméno nese dosud.
Výnosem ruské vlády № 433 z 15. července 2005 bylo navráceno původní jméno, tím byly oceněny vědecké zásluhy A. V. Kolčaka. Rozhodnutí o navrácení původního jména ostrova přijala Tajmyrská oblastní duma na návrh Ruské geografické společnosti v roce 2004. Nařízením ruské vlády podpořeném společenskými organizacemi a následně dumou Tajmyrského (Dolgano-Něneckého) autonomního okruhu byl ostrov v roce 2005 přejmenován, a to navzdory odporu komunistických poslanců z Krasnojarsku. Při návratu k původnímu jménu však došlo k nepřesnosti a ostrov Kolčak (oстров Колчак) byl nazván ostrovem Kolčaka (oстров Колчака).
K poctě A. V. Kolčaka vztyčili ruští polárníci 1. září 2009 na Slučevského mysu památník. Zasloužili se o něj Mořská komplexní arktická expedice a Polární výzkumný fond. Je tvořen dvoumetrovým ocelovým jehlanem a vloženým basreliéfem se dvěma pamětními deskami.